# 工人共产党 (挪威)
工人共产党（挪威語：Arbeidernes Kommunistparti，缩写为AKP）是挪威的一个已不存在的共产主义政党。
该党成立于1973年，当时取名为工人共产党（马列）。该党不直接参与选举，而是通过该党领导的红色选举联盟参选。党的成员有“活动义务”，这意味着他们要为党的目标而奋斗和工作。该党的确切成员数一直不为外界所知。2006年2月22日，工人共产党对外公布了一些党的档案，以此来反驳所有有关该党的谣言。2007年3月10日，该党和红色选举联盟合并为红党。

## 历史
两种趋势导致形成工人共产党：
- 在1960年代后期和1970年代早期，西方学术环境的激进运动，尤其是在越南战争的背景下。

- 中苏分裂，苏联和中华人民共和国之间互相指责、斗争，导致在老一代共产主义者出现了意识形态危机。

工人共产党的创始人出自社会主义人民党的青年翼社会主义青年联盟。但在1969年，他们退出社会主义青年联盟，转而信奉马列主义，另立社会主义青年联盟（马列）。
由于活动责任，在党的命令下，许多党员实行“自动无产阶级化”，尤其是在1974年—1976年，都从事体力劳动。后来，工人共产党鼓励其受过良好教育的成员把工作换成教师，尤其是受过高等教育的党员。
工人共产党政策，努力发展纳入党员，并试图在社会主义方向上影响几个志愿组织，特别是那些女权主义、工会和反种族主义的组织。
工人共产党没有参与选举投票，而是选择通过和红色选举联盟（RV）合作，2007年3月，工人共产党和红色选举联盟合并，组成新政党红党，支持革命和共产主义。以前的一些成员认为，工人共产党没有活动责任或民主集中制，它不是一个共产党，而其他人则争辩说，按照共产主义程序，像传统的共产主义政党，红色选举联盟是有组织的，它是一个共产党。一些工人共产党的前成员、特别是学生组织的成员，没有加入红党，而是与霍查主义组织马列—革命团体的成员，另行组建了共产主义纲领。
在1970年代，阶级斗争曾是党主要任务，但从1990年代开始转变，拥有报纸等媒体。

## 争议
工人共产党有时因支持马克思主义和共产主义政权包括约瑟夫·斯大林和波尔布特建立的政权而受批评。 工人共产党公开支持柬埔寨的红色高棉，当越南部队攻入金边，工人共产党书写“自由柬埔寨万岁”作为他们报纸的头条。红色高棉的屠杀和杀戮行动发生后，工人共产党仍继续支持。工人共产党有代表团访问中华人民共和国。
大部分的政党内部运作已经是秘密的性质，例如：精确数量的会员是保密的。
晚会节目有的被认为是激进的，在1990年之前，工人共产党呼吁武装革命。
2003年，两名工人共产党的前领导人，舒哲和埃吉尔在党内极权文化问题上道歉。

## 领导人
- 西格德·阿欧伦（1973 - 1975）
- 保尔·斯泰根（1975 - 1984）
- 克哲斯蒂·阿里斯（1984 - 1988）
- 斯瑞·詹森（1988 - 1992）
- 阿曼德（1992 - 1997）
- 朱伦·古班德森（1997 - 2006）
- 英格丽·巴拉特森（2006 - 2007）